# Cirsotrema mituokai
Cirsotrema mituokai is een slakkensoort uit de familie van de Epitoniidae. De wetenschappelijke naam van de soort is voor het eerst geldig gepubliceerd in 1958 door Ozaki.